# Molophilus (Molophilus) exemptus
Molophilus (Molophilus) exemptus is een tweevleugelige uit de familie steltmuggen (Limoniidae). De soort komt voor in het Neotropisch gebied.